# Placostroma ischaemi
Placostroma ischaemi är en svampart som beskrevs av Sawada 1944. Placostroma ischaemi ingår i släktet Placostroma och familjen Phyllachoraceae.   Inga underarter finns listade i Catalogue of Life.